# Фінал кубка Англії з футболу 1984
Фінал кубка Англії з футболу 1984 — 103-й фінал найстарішого футбольного кубка у світі. Учасниками фіналу були  «Вотфорд» і «Евертон». Перемогу з рахунком 2:0 здобув «Евертон».
| Володар Кубка Англії 1983 |
| ------------------------- |
|                           |
| «Евертон» 4-й титул       |

## Шлях до фіналу
| «Евертон»       | «Евертон» | «Евертон»                                                         | Раунд           | «Вотфорд»                  | «Вотфорд» | «Вотфорд»                             |
| --------------- | --------- | ----------------------------------------------------------------- | --------------- | -------------------------- | --------- | ------------------------------------- |
| Суперник        | Результат | Матчі                                                             |                 | Суперник                   | Результат | Матчі                                 |
| «Сток Сіті»     | 2-0       | 2-0 на виїзді                                                     | Третій раунд    | «Лутон Таун»               | 6-5       | 2-2 на виїзді, 4-3 вдома перегравання |
| «Джиллінгем»    | 3-0       | 0-0 вдома, 0-0 на виїзді перегравання, 3-0 на виїзді перегравання | Четвертий раунд | «Вотфорд»                  | 2-0       | 2-0 на виїзді                         |
| «Шрусбері Таун» | 3-0       | 3-0 вдома                                                         | П'ятий раунд    | «Брайтон енд Гоув Альбіон» | 3-1       | 3-1 вдома                             |
| «Ноттс Каунті»  | 2-1       | 2-1 на виїзді                                                     | Чвертьфінали    | «Бірмінгем Сіті»           | 3-1       | 3-1 на виїзді                         |
| «Саутгемптон»   | 1-0       | 1-0 (дч) на нейтральному полі                                     | Півфінали       | «Плімут Аргайл»            | 1-0       | 1-0 на нейтральному полі              |

## Матч
| 19 травня 1984 |

| «Евертон»         | 2:0      | «Вотфорд» |
| ----------------- | -------- | --------- |
| Шарп 38' Грей 51' | Протокол |           |

| Вемблі, Лондон Глядачів: 100 000 Арбітр: Джон Хантінг |

| Евертон | Вотфорд |

| В                |  | Невілл Саутолл     |
| З                |  | Гері Стівенс       |
| З                |  | Джон Бейлі         |
| З                |  | Кевін Реткліфф (к) |
| З                |  | Дерек Маунтфілд    |
| ПЗ               |  | Тревор Стівен      |
| ПЗ               |  | Кевін Річардсон    |
| ПЗ               |  | Пітер Рід          |
| Н                |  | Едріан Гіт         |
| Н                |  | Грем Шарп          |
| Н                |  | Енді Грей          |
| Запасні:         |  |                    |
| З                |  | Алан Гарпер        |
| Головний тренер: |  |                    |
| Говард Кендалл   |  |                    |

| В                |  | Стів Шервуд      |  |     |
| З                |  | Девід Бардслі    |  |     |
| З                |  | Ніл Прайс        |  | 58' |
| З                |  | Стів Террі       |  |     |
| З                |  | Лі Сіннотт       |  |     |
| ПЗ               |  | Лес Тейлор (к)   |  |     |
| ПЗ               |  | Найджел Каллаган |  |     |
| ПЗ               |  | Джон Барнс       |  |     |
| ПЗ               |  | Кенні Джекетт    |  |     |
| Н                |  | Мо Джонстон      |  |     |
| Н                |  | Джордж Райлі     |  |     |
| Запасні:         |  |                  |  |     |
| Н                |  | Пол Аткінсон     |  | 58' |
| Головний тренер: |  |                  |  |     |
| Грем Тейлор      |  |                  |  |     |